# 特西特
15°13′N 0°18′W / 15.217°N 0.300°W
特西特（法語：Tessit），是馬里的城鎮，位於該國東南部，由加奧區的安松戈省負責管轄，面積6,250平方公里，海拔高度233米，2009年人口13,588，人口密度每平方公里2.17人。